# Gårenevkalven
Gårenevkalven är en kulle i Antarktis. Den ligger i Östantarktis. Norge gör anspråk på området. Toppen på Gårenevkalven är 2 250 meter över havet.
Terrängen runt Gårenevkalven är kuperad västerut, men österut är den platt. Trakten är obefolkad. Det finns inga samhällen i närheten. 